# Bäcknäbbmossa
Bäcknäbbmossa (Platyhypnidium riparioides) är en bladmossart som beskrevs av Hugh Neville Dixon 1934. I den svenska databasen Dyntaxa används istället namnet Rhynchostegium riparioides. Bäcknäbbmossa ingår i släktet Platyhypnidium och familjen Brachytheciaceae. Enligt den finländska rödlistan är arten nära hotad i Finland. Arten är reproducerande i Sverige. Artens livsmiljö är forsar. Inga underarter finns listade i Catalogue of Life.